# Mary Roos

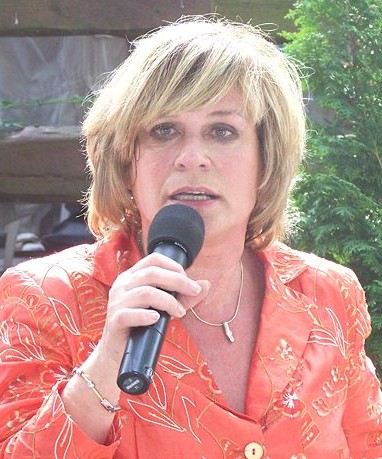
Mary Roos in 2007

Mary Roos (Bingen am Rhein, 9 januari 1949), artiestennaam van Rosemarie Schwab, is een Duitse schlagerzangeres. Ze is getrouwd geweest met Pierre Scardin en later met Werner Böhm, met wie ze een zoon, Julian (° 1986) heeft. Haar zuster is schlagerzangeres Tina York.
Op 9-jarige leeftijd nam ze haar eerste plaat op, Ja die Dicken sind ja so gemütlich. Ze zong in verschillende wedstrijden en had haar doorbraak in 1970 met het lied Arizona Man, waarbij de producer Michael Holm als eerste bij een schlagerlied een synthesizer, bespeeld door de songwriter van het lied, Giorgio Moroder, gebruikt werd. Ze nam in 1970 deel aan de Duitse preselectie voor het Eurovisiesongfestival in Amsterdam met het lied Bei jedem Kuß en werd tweede achter Katja Ebstein.
In deze tijd kwam ze veel op de Duitse televisie en begon ze een tweede carrière in Frankrijk waar ze aan de zijde van Michel Fugain de vrouwelijke hoofdrol had in de musical Un enfant dans la ville. In 1972 won ze de Duitse preselectie met het lied Nur die Liebe läßt uns Leben en werd ze derde op het songfestival in Edinburgh. Hierna zong ze in Parijs voor een uitverkochte Olympia.
Ze bracht vele liedjes uit die niet altijd even succesvol waren, maar bleef bekend als zangeres in de jaren 70 en kwam vaak op de Duitse televisie. In 1975 nam ze opnieuw deel aan de Duitse preselectie maar werd slechts derde met het lied Eine Liebe ist wie ein Lied, met Ich will denselben Weg noch mal an deiner Seite geh'n haalde ze deze zelfde finale niet. Ook in 1982 slaagde ze er niet in de preselectieronde te winnen, dit keer aan de zijde van David Hanselmann met het lied Lady.
In 1984 was het wel weer prijs; met Aufrecht geh'n won ze Ein Lied für Luxemburg, op het songfestival werd ze evenwel pas dertiende, een afknapper van formaat na de zeven opeenvolgende top 10-plaatsen die het land gehad had.
Vele successen behaalde ze met de covers van Engels- en Franstalige hits zoals in 1971 met So Leb' dein Leben, een interpretatie van My Way en Comme d'Habitude van resp. Frank Sinatra op tekst van Paul Anka, resp. van Claude François, Ich werde geh'n heute nacht uit 1979 van Cliff Richards We don't talk anymore; Ich bin stark, nur mit dir van Modern Talkings You're My Heart, You're My Soul en Doch leider lieb ich dich immer noch uit 1999 van Chers Believe.
Haar laatste cd dateert van 2015.

## Einde carrière
In februari 2019 kondigde Mary Roos aan dat ze haar muzikale carrière op 70-jarige leeftijd wilde beëindigen. Het zou echter geen abrupt einde worden; bestaande contracten zouden nog worden nagekomen. In oktober 2019 gaf ze haar laatste concert op het SWR4 Festival in Stuttgart. Begin november 2019 verscheen ze in het tv-programma Schlagerbooom 2019 op ARD. Eigenlijk wilde ze haar laatste tv-optreden maken in het programma Schlagerchampions 2020. Florian Silbereisen initieerde echter een extra show op MDR waarin Mary Roos na 60 jaar op het podium afscheid nam.
Haar biografie Aufrecht geh'n: Mein liederliches Leben verscheen in het najaar van 2022.

## Privéleven
Van 1969 tot 1977 was Mary Roos getrouwd met de Fransman Pierre Scardin, die ook haar manager was in binnen- en buitenland.
Haar tweede huwelijk was met de muzikant Werner Böhm van 1981 tot 1989. Uit dit huwelijk werd hun zoon Julian (* 1986) geboren. Tijdens het huwelijk werd Böhm in 1984 vader van een buitenechtelijk kind.
Haar jongere zus Monika is sinds de jaren 1970 actief als Duitstalige zangeres onder de naam Tina York.
In maart 2017 doopte Mary Roos een autoveerboot die tussen haar woonplaats Bingen en Rüdesheim am Rhein vaart onder haar naam; zie Mary Roos (schip).
Mary Roos woont in Hamburg-Wellingsbüttel.

## Filmografie
- 1958 Die Straße (hier zingt Mary Roos als Rosemarie het lied Little Teenager Song)
- 1966 Sperrbezirk
- 1966: Laß die Finger von der Puppe
- 1967: Jetzt schlägt’s 13
- 1971: Zum Teufel mit unserer Zeit – aber ich liebe sie (Un enfant dans la ville), Filmmusical van en met Michel Fugain

## Discografie
Zie ook: Discografie van Mary Roos
Singles
- 1958 Ja, die Dicken sind ja so gemütlich
- 1965 Geh nicht den Weg
- 1969 Das hat die Welt noch nicht erlebt
- 1970 Das Beste an dir
- 1970 Arizona Man
- 1971 Am Anfang war die Liebe
- 1971 California Nacht
- 1971 Wir glauben an Morgen
- 1971 So Leb' dein Leben (My Way)
- 1972 Nur die Liebe läßt uns leben
- 1972 Er bleibt hier (für immer)
- 1973 Fremdes Mädchen
- 1973 Lieber John
- 1974 Hamburg im Regen
- 1975 Eine Liebe ist wie ein Lied
- 1975 Stopp, mach das noch einmal
- 1976 Die Einsamkeit in meinem Zimmer
- 1976 Nimm dir nie ein Teufelsweib
- 1977 Santo Domingo
- 1977 Ich bin Mary und nicht Jane
- 1978 Samba d'amor
- 1979 Ich werd' geh'n heute Nacht
- 1980 Nimm den Fuß aus der Tür
- 1980 Wenn ich dich nicht halten kann
- 1981 Nachts wenn du einsam bist
- 1981 Ich warte
- 1982 Lady (mit David Hanselmann)
- 1982 Heiß und kalt
- 1982 Es ist nie zu spät (mit David Hanselmann)
- 1982 Zeit
- 1984 Aufrecht geh'n
- 1985 Ich bin stark nur mit Dir
- 1985 Keine Träne tut mir leid
- 1986 Bleib wie du bist
- 1987 Explosion
- 1988 Signale
- 1992 Alles was ich will
- 1999 Doch leider lieb ich dich immer noch
- 2000 Rodeo
- 2001 Männer wie du
- 2002 Jeder ist ein kleiner Held
- 2004 Zu schön um wahr zu sein
- 2005 Für immer
- 2008 Die Welt kann warten

Albums
- 1971 Mary Roos
- 1973 Lieber John
- 1987 Leben spür'n
- 1992 Alles was ich will
- 1995 Mehr als ein Gefühl
- 1996 Rücksicht
- 1999 Mittendrin
- 2000 Meine Besten
- 2001 Roosige Zeiten
- 2003 Achterbahn
- 2004 Herzen zu verschenken
- 2005 Leben
- 2007 Hautnah